# Darmstädter FC 1897
Darmstädter FC 1897 was een Duitse voetbalclub uit de stad Darmstadt, Hessen.

## Geschiedenis
De club werd opgericht in 1897 en sloot zich later aan bij de Zuid-Duitse voetbalbond. De club nam in 1900/01 voor het eerst deel aan de eindronde en versloeg Frankfurter FC Victoria 1899 met 5-1, maar kreeg daarna een 15-0 pandoering van Karlsruher FV. Het volgende seizoen verloor de club in de voorronde van Frankfurter FC Germania 1894. In 1902/03 versloeg de club FC Kickers 99 Frankfurt en verloor dan nipt in de halve finale van 1. Hanauer FC 1893. Vanaf 1903/04 speelde de club in de Maincompetitie. De club werd autoritair kampioen van de Ostmaingau, maar verloor dan de finale tegen Germania Frankfurt en kon zo niet naar de eindronde. 
Van de volgende seizoenen is niet meer alles bekend, maar de club kreeg wel concurrentie van FK Olympia 1898 Darmstadt, dat de dominante club in de stad werd. De club werd uiteindelijk ontbonden, al is de precieze datum daarvan niet meer bekend. 